# 표정훈
표정훈(1969년 12월 4일 ~ )은 대한민국의 평론가 겸 번역가이다.

## 수상
- 2006년 문화체육관광부 장관 표창[1]